# Asplundia rigida
Asplundia rigida es una especie de planta trepadora perteneciente a la familia Cyclanthaceae, se localiza en bosques húmedos y otras áreas húmedas, es muy abundante en su área de distribución en las Antillas, inclusive en áreas poco iluminadas. 

## Descripción
Las inflorescencias son producidas principalmente desde marzo hasta mayo con flores en grupos unisexuales, la mayoría son masculinas y consisten en una bráctea y muchos estambres cuya antesis es nocturna (y solo una noche). Los frutos son pequeños y son dispersadas de septiembre a octubre.

## Taxonomía
Asplundia rigida fue descrita por (Aubl.) Harling  y publicado en Acta Horti Bergiani 17: 43. 1954.
Sinonimia
- Carludovica palmifolia (Willd.) Sweet
- Carludovica palmifolia (Willd.) Griseb.
- Carludovica plumeri Kunth
- Carludovica rigida (Aubl.) Urb.
- Carludovica scandens Cowell
- Pothos rigidus Aubl.
- Salmia palmifolia Willd.[4]